# Ron Wallwork
Ron Wallwork, wł. Ronald Edward Wallwork (ur. 26 maja 1941) – brytyjski lekkoatleta, chodziarz, mistrz igrzysk Imperium Brytyjskiego i Wspólnoty Brytyjskiej w 1966.

## Kariera sportowa
Na igrzyskach Brytyjskiej Wspólnoty Narodów reprezentował Anglię, a na pozostałych dużych imprezach międzynarodowych Wielką Brytanię.
Zdobył złoty medal w chodzie na 20 mil na igrzyskach Imperium Brytyjskiego i Wspólnoty Brytyjskiej w 1966 w Kingston, wyprzedzając swego kolegę z reprezentacji Anglii Raya Middletona i Normana Reada z Nowej Zelandii. Zajął 9. miejsce w chodzie na 20 kilometrów na mistrzostwach Europy w 1966 w Budapeszcie. Na igrzyskach Brytyjskiej Wspólnoty Narodów w 1970 w Edynburgu zajął 5. miejsce w chodzie na 20 mil, a na mistrzostwach Europy w 1971 w Helsinkach nie ukończył chodu na 50 kilometrów. 
Czterokrotnie startował w pucharze świata, zajmując następujące miejsca: 1963 w Varese (50 km) – 5. miejsce,  1965 w Pescarze (20 km) – 6. miejsce, 1967 w Bad Saarow (20 km) – 9. miejsce i 1970 w Eschborn (20 km) – 10. miejsce.
Wallwork był mistrzem Wielkiej Brytanii (AAA) w chodzie na 2 mile w 1966 i 1967 oraz brązowym medalistą na tym dystansie w 1965, jak również mistrzem Wielkiej Brytanii (RWA) w chodach na 10 mil i na 20 kilometrów w 1967, wicemistrzem w chodzie na 10 mil w 1965 i 1970, w chodzie na 20 kilometrów w 1966 i 1970 oraz w chodzie na 20 mil w 1970 i 1971, a także brązowym medalistą w chodzie na 10 mil w 1966 i 1971, w chodzie na 20 kilometrów w 1971, w chodzie na 20 mil w 1966 i 1967 oraz w chodzie na 50 kilometrów w 1970.

## Rekordy życiowe
Ron Wallwork miał następujące rekordy życiowe:
- chód na 20 kilometrów – 1:21:01 (14 kwietnia 1970, Londyn)
- chód na 20 mil – 2:40:10 (18 lipca 1970, Edynburg)
- chód na 50 kilometrów – 4:21:02 (17 lipca 1971, Redditch)